# Hoplocyrtoma femorata
Hoplocyrtoma femorata är en tvåvingeart som först beskrevs av Friedrich Hermann Loew 1864.  Hoplocyrtoma femorata ingår i släktet Hoplocyrtoma och familjen puckeldansflugor. Inga underarter finns listade i Catalogue of Life.